# Гавмишабад
Гавмишаба́д (перс. گاوميش اباد‎) — небольшой город на юго-западе Ирана, в провинции Хузестан. Входит в состав шахрестана Шуштар.
На 2006 год население составляло 5 688 человек.

## География
Город находится на севере Хузестана, в северо-восточной части Хузестанской равнины, на высоте 31 метра над уровнем моря.
Гавмишабад расположен на расстоянии приблизительно 70 километров к северу от Ахваза, административного центра провинции и на расстоянии 460 километров к юго-западу от Тегерана, столицы страны.